# 70 v.Chr.

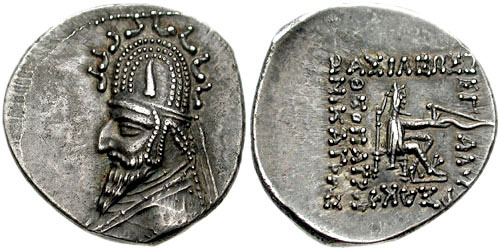
Sinatrukes van Parthië

Het jaar 70 v.Chr. is een jaartal in de 1e eeuw v.Chr. volgens de christelijke jaartelling.

## Gebeurtenissen

### Italië
- In Rome worden Gnaeus Pompeius Magnus en Marcus Licinius Crassus, door de Senaat gekozen tot consul van het Imperium Romanum.
- Marcus Tullius Cicero wint de rechtszaak tegen Gaius Cornelius Verres en zijn advocaat Quintus Hortensius Hortalus. Hij wordt veroordeeld voor zijn financiële wandaden op Sicilië en verbannen naar Massalia (huidige (Marseille). Cicero vestigt zijn roem als redenaar en wordt een kritische aanhanger van de optimates.
- De Romeinen introduceren vanuit Armenië de abrikoos in Europa.

### Parthië
- Phraates III (70 - 57 v.Chr.) volgt zijn vader Sinatrukes op als koning van het Parthische Rijk.

### Klein-Azië
- Lucius Licinius Lucullus verovert na een beleg van twee jaar Sinop aan de Zwarte Zee, hij herstelt de rust in de Romeinse provincie Asia en maakt plannen voor een inval in Armenië.
- Heraclea Pontica aan de Zwarte Zee wordt ingenomen en verwoest door de Romeinse proconsul Marcus Aurelius Cotta.

## Geboren
- Gaius Cilnius Maecenas (~70 v.Chr. - ~8 v.Chr.), Romeins staatsman en kunstbeschermer
- Gaius Cornelius Gallus (~70 v.Chr. - ~26 v.Chr.), Romeins veldheer en dichter
- Porcia Catonis (~70 v.Chr. - ~42 v.Chr.), dochter van Marcus Porcius Cato
- 15 oktober - Vergilius Maro (~70 v.Chr. - ~19 v.Chr.), Romeins dichter

## Overleden
- Sinatrukes (~157 v.Chr. - ~70 v.Chr.), koning van Parthische Rijk (87)